# Lithophyllum flavescens
Lithophyllum flavescens Keats, 1997 é o nome botânico de uma espécie de algas vermelhas pluricelulares do gênero Lithophyllum, família Corallinaceae.
- São algas marinhas encontradas nas ilhas Fiji e na Polinésia Francesa.

## Sinonímia
- Não apresenta sinônimos.